# Себастьян Фосс-Солевог
Себастьян Фосс-Солевог (норв. Sebastian Foss-Solevåg) — норвезький гірськолижник, олімпійський медаліст, дворазовий чемпіон світу.
Бронзову олімпійську медаль Фосс-Солевог виборов на Пхьончханській олімпіаді 2018 року в командних змаганнях з паралельного слалому.
На чемпіонаті світу з гірськолижного спорту 2021 року, що проходив в італійській Кортіні-д'Ампеццо, Фосс-Солевог завоював дві золоті медалі — в слаломі та в командних змаганнях із паралельного слалому.

## Виступи на Олімпійських іграх
| Рік  | Місце проведення          | СЛ | ГС | СГ | ШС | КМ  | КЗ  |
| ---- | ------------------------- | -- | -- | -- | -- | --- | --- |
| 2014 | Сочі, Росія               | 9  | —  | —  | —  | —   | Н/Д |
| 2018 | Пхьончхан, Південна Корея | 10 | —  | —  | —  | DNF | 3   |
| 2022 | Пекін, Китай              | 3  | —  | —  | —  | —   | —   |

## Виноски
1. ↑  https://www.teamnor.no/profiler/alpint/sebastian-foss-solevag/
2. ↑  Olympedia — 2006.
3. ↑  Mixed team results